# Теодор Эсташ Зульцбахский
Теодор Эсташ (нем. Theodor Eustach von Pfalz-Sulzbach; 14 февраля 1659, Зульцбах-Розенберг, Верхний Пфальц — 11 июля 1732, Динкельсбюль, Баварский округ) — пфальцграф и герцог Пфальц-Зульцбаха из династии Виттельсбахов.

## Жизнь
Теодор Эсташ был младшим из пяти детей Кристиана Августа Зульцбахского и его супруги Амалии Нассау-Зигенской. Старшие братья умерли ещё до рождения Теодора, поэтому живыми на то время оставались лишь две его сестры — Гедвига и Амалия.
Теодор Эсташ унаследовал герцогство уже зрелым мужчиной в апреле 1708 года. В его резиденции некоторое время работал архитектор Пауль Декер, который был учеником Андреаса Шлютера. В 1727 году Теодор Эсташ отказался от претензий на герцогства Юлих и Берг в пользу старшего сына. Но Иосиф Карл умер через два года после этого. Теодор взял на воспитание к себе внучек Марию Франциску и Елизавету Августу. Похоронен в зульцбахской городской церкви Святой Марии.

## Семья
В 33 года Теодор Эсташ женился на 16-летней Марии Элеоноре, старшей дочери ландграфа Вильгельма I Гессен-Ротенбургского. В браке родилось девять детей:
- Мария Анна Амалия Августа (1693—1762), монахиня в Кёльне
- Иосиф Карл (1694—1729)
- Франциска Кристина (1696—1776)
- Эрнестина Теодора (1697—1775)
- Иоганн Вильгельм (1698—1699)
- Иоганн Кристиан (1700—1733)
- Елизавета Элеонора (1702—1704)
- Анна Кристина (1704—1723)
- Иоганн Вильгельм Август (1706—1708)